# Filmax
Filmax International est une société de production et distributeur de films espagnol basé à Barcelone, et l’un des plus grands groupes intégrés de production cinématographique et télévisuelle en Espagne. Il a produit la série d’horreur REC, et possède les distributeurs Nirvana Films et New World Films International, ainsi que le label Fantastic Factory, dédié à la production de films fantastiques dans les genres horreur, science-fiction et action. Ce label a été créé en 1998 par Brian Yuzna et Julio Fernández,.
À différentes périodes, Filmax a signé des accords de distribution avec Paramount, Lauren Films, Lakeshore, Summit, Fintage House, Nu Image, Annapurna et Freeway.

## Histoire
L’entreprise a été fondée en 1953 par Alfredo Talarewitz comme distributeur de films d’Hollywood,. À partir de 1955, elle collabore avec la société de production espagnole Balcázar Producciones Cinematográficas.
Entre 1963 et 1968, Filmax a signé un accord de distribution en Espagne avec Paramount Pictures pour la diffusion de son catalogue,.
La marque Filmax a été acquise en 1987 par Julio Fernández.
En 2019, Filmax avait distribué plus de 800 films.

## Fantastic Factory
Le producteur américain Brian Yuzna et le producteur espagnol Julio Fernández ont fondé Fantastic Factory en 1998. Il s’agissait de la première grande maison de production espagnole spécialisée dans les films d’horreur, avec une orientation marquée vers le marché international,.
Yuzna a déclaré que son objectif avec le studio était de mettre en place un modèle économique semblable à celui d'autres producteurs indépendants d’horreur comme American International Pictures et Hammer Film Productions. Sa stratégie consistait à faire appel à des talents américains expérimentés, tels que lui-même, Stuart Gordon ou Jack Sholder, pour réaliser certains projets, tout en soutenant aussi des réalisateurs espagnols locaux.
Entre 2000 et 2005, la société a produit neuf films, tous tournés en anglais.
Fantastic Factory est aujourd’hui considérée comme ayant préparé le terrain pour le succès du cinéma de genre espagnol, et pour des cinéastes comme ceux de la série [•REC] réalisée par les anciens de Fantastic Factory Jaume Balagueró et Paco Plaza.

### Films
| Année | Titre                          | Remarques                                   |
| ----- | ------------------------------ | ------------------------------------------- |
| 2000  | Faust                          | Distribué aux États-Unis par Lionsgate.     |
| 2001  | Arachnid                       | Distribué aux États-Unis par Lionsgate.     |
| 2001  | Dagon                          | Distribué aux États-Unis par Lionsgate.     |
| 2002  | Darkness                       | Distribué aux États-Unis par Miramax Films. |
| 2003  | Beyond Re-Animator             | Distribué aux États-Unis par Lionsgate.     |
| 2004  | L'enfer des loups              | Distribué aux États-Unis par Lionsgate.     |
| 2004  | Rottweiler                     | Distribué aux États-Unis par Lionsgate.     |
| 2005  | La Nonne                       | Distribué aux États-Unis par Lionsgate.     |
| 2005  | La Malédiction des profondeurs | Distribué aux États-Unis par Lionsgate.     |